# ヨシナガ
ヨシナガ（1979年5月13日 - ）は、日本のブロガー、ウェブ作家、クリエーター。本名、吉永 龍樹（よしなが たつき）。

## 経歴
静岡県静岡市出身。静岡県立静岡高等学校を経て、早稲田大学理工学部卒業。本業はNTTレゾナントの会社員である。WEBサイト「僕の見た秩序。」、携帯電話公式サイト「僕秩プレミアム！」などを運営。また、様々なWebサービスを立ち上げる組織「Liverty」のメンバーでもある。

## 特徴
サイト開設以来インターネットや雑誌などのメディアに素顔を出さないで活動していたが、2010年5月30日、厚生労働省主催のレッドリボンサミットで初めてメディアにて姿を現した。同じく本名も長らく非公表であったが、2012年5月31日、Facebookで本名を公表した。

## WEBサイト経歴
- 2001年6月30日、デジカメを購入したのをきっかけに、WEBサイト「僕の見た秩序。」を開設。写真を使ったコラムで人気を集め、2005年に累計1億ヒットに到達。
- 同2005年、処女作『ゆかいな誤変換。』（イースト・プレス）を出版、au公式サイト「僕秩プレミアム!」をオープン。新宿ロフトプラスワンで初のトークライブを行う。
- 2006年、『ゆかいな誤変換。DX』（イースト・プレス）を出版。
- 2007年、『ちんとすあまとふしぎなくり』（教育画劇）を出版。
- 2008年、ニンテンドーDSを利用したニンテンドーゾーンにコンテンツ配信。
- 2009年、『僕秩プレミアム!』（講談社）、『ハイブリッドワーカー』（講談社）を出版。
- 2012年5月、家入一真と共同で、クラウドファンディング型学費支援プラットフォーム「studygift」立ち上げに関わるも、ヨシナガ氏と支援対象女性との関係が取り沙汰される等の諸処の問題によりサービスを一時停止[2][3]。

## 著作
- ゆかいな誤変換。（イースト・プレス、2005年） ISBN 978-4-8725-7538-5
- ゆかいな誤変換。DX（イースト・プレス、2006年） ISBN 978-4-8725-7649-8
- ちんとすあまとふしぎなくり（教育画劇、2007年） ISBN 978-4-7746-1060-3
- 僕秩プレミアム!（講談社、2009年） ISBN 978-4-0636-4767-9
- ハイブリッドワーカー（講談社、2009年） ISBN 978-4-0636-4782-2
- 言い訳ばかりの私を変えた夢みたいな夢の話（日経BP、2015年） ISBN 978-4-8222-5096-6　※「吉永龍樹」名義